# Aloys Fauquez
Pour les articles homonymes, voir Fauquez.
Aloys Fauquez, né le 2 juin 1859 à Yverdon-les-Bains et mort le 29 octobre 1901 à Lausanne, est une personnalité politique vaudoise, l'un des fondateurs du socialisme dans le canton.

## Biographie
Fils de Louis Fauquez, avocat membre du Parti radical, Aloys Fauquez commence le même parcours professionnel et politique que son père : il est successivement agent d'affaires, conseiller juridique et conseiller communal (législatif) radical à Lausanne de 1881 à 1889,. 
C'est à partir de 1887 que sa carrière prend un tournant. En effet, Aloys Fauquez ne supporte plus les inégalités sociales et commence à devenir le porte parole des défavorisés, tout en restant dans son parti. La même année il fonde le groupe « Grütli romand de Lausanne », la section lausannoise de la Société du Grütli, une association culturelle et patriotique populaire créée à Genève par des ouvriers. À l'origine, le groupe compte des radicaux, mais la présence de membres de l'ancienne Internationale impose des idées réformatrices dans le domaine social. La politique de gauche éloigne progressivement Fauquez du radicalisme traditionnel. En 1888, il fonde le journal Le Grütli, qui deviendra plus tard Le Grutléen, dans lequel il dénonce violemment les scandales et les injustices,,. 
Dans un premier temps, la société du Grütli est rattaché au Parti radical. Malgré tout, lors des élections au Grand Conseil vaudois de 1888, Fauquez, qui figure sur la liste des candidats radicaux, n'est pas élu. Il connaît le même échec lors du renouvellement du Conseil communal. Il fonde alors en 1890, avec l'appui des corps de métiers, un parti ouvrier : l'« Union ouvrière de Lausanne » (dont sera par la suite issu le Parti socialiste vaudois). Il ne rompt malgré tout pas les ponts avec le parti radical : lors des élections au Conseil national, il partage sa liste avec quatre radicaux. Il échoue à nouveau et en rend responsable le parti radical : la rupture est consommée et il donne en 1891 sa démission de son poste de chef de section,.
Aloys Fauquez est élu au Grand Conseil vaudois en 1892, en tant que membre du parti socialiste, nouvellement formé dans le canton. Il y restera jusqu'à sa mort en 1901. En 1897, les socialistes obtiennent deux sièges aux élections municipales lausannoises. Malgré tout, la syndicature leur échappe et Fauquez renonce à son siège,.

## Hommage
Lausanne possède une route Aloys-Fauquez, entre la rue de la Borde et la route de Lausanne (commune du Mont-sur-Lausanne, sur décision municipale de 1937.